# 마리차강

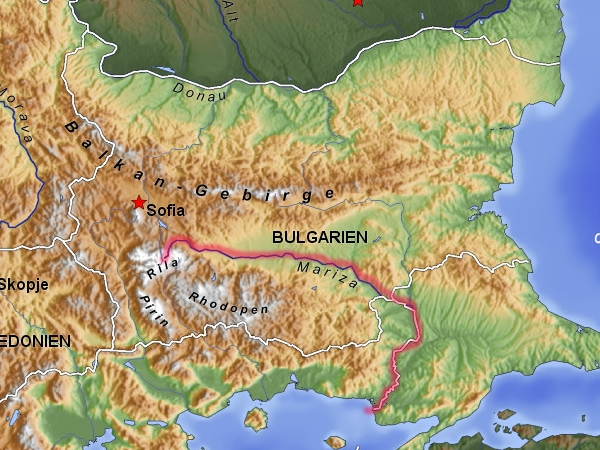
마리차강

마리차강(불가리아어: Марица, 고대 그리스어: Ἕβρος 에브로스[*], 현대 그리스어: Έβρος 에브로스)은 발칸반도의 강으로 길이는 480 km이다. 불가리아 서부의 릴라산맥에서 발원하여 불가리아와 그리스, 튀르키예의 국경을 이루며 에게해로 흘러든다.